# Tyrrhus
 (décembre 2022).
Tyrrhus est, dans l'Énéide, le père d'Almon, un jeune Latin. Ce dernier est le propriétaire d'un cerf qui est tué par Ascagne, alors que les troupes troyennes d'Énée viennent d'arriver dans la région du Latium. La mort de l'animal engendre une rixe, où Almon finit par périr. C'est ce qui servira d'excuse à Turnus, le roi des Rutules, de déclarer la guerre à Énée et à ses hommes, car en réalité Enée lui aurait volé sa promise, Lavinia, avant leur mariage, et il est contre son installation dans la région.
Selon Caton l'Ancien, après la fin de la guerre Enée meurt alors que Lavinia est enceinte de leur enfant. La femme associe Ascagne au trône, mais ce dernier, une fois devenu roi, adopte une attitude si hostile envers sa belle-mère qu'elle la pousse à quitter le palais et à se réfugier dans la maison de Tyrrhus, qui lui accorde sa protection. Plus tard Ascagne, sous la pression de la plupart de ses hommes, rappelle Lavinia au palais, et les deux règlent leurs différends.